# Helianthus tuberosus
Helianthus tuberosus L., 1753, noto con i nomi volgari di topinambur, tupinambo, carciofo di Gerusalemme, girasole del Canada, rapa tedesca o elianto tuberoso, è una pianta del genere Helianthus con infiorescenza a capolino.
Pianta erbacea perenne con tubero sotterraneo originaria del continente americano. Il tubero è usato in gastronomia ed è noto con il nome di topinambùr, presumibilmente derivato dalla francesizzazione del nome della tribù sudamericana dei Tupinamba, alcuni membri della quale furono presentati a Parigi nel 1613. I venditori della pianta sfruttarono il grande scalpore suscitato da questo evento rinominando il prodotto, proveniente in realtà dal Canada, per aggiungere del fascino esotico.

## Etimologia
Il nome generico (Helianthus) deriva da due parole greche: "helios" (sole) e "anthos" (fiore) in riferimento alla tendenza di alcune piante di questo genere a girare sempre il capolino verso il sole, nota come eliotropismo. L'epiteto specifico (tuberosus) indica una pianta perenne il cui organo di sopravvivenza è un tubero. Il binomio scientifico attualmente accettato (Helianthus tuberosus) fu proposto da Carl von Linné (1707 – 1778), biologo e scrittore svedese, padre della moderna classificazione scientifica degli organismi viventi, nella pubblicazione Species Plantarum del 1753.

## Descrizione

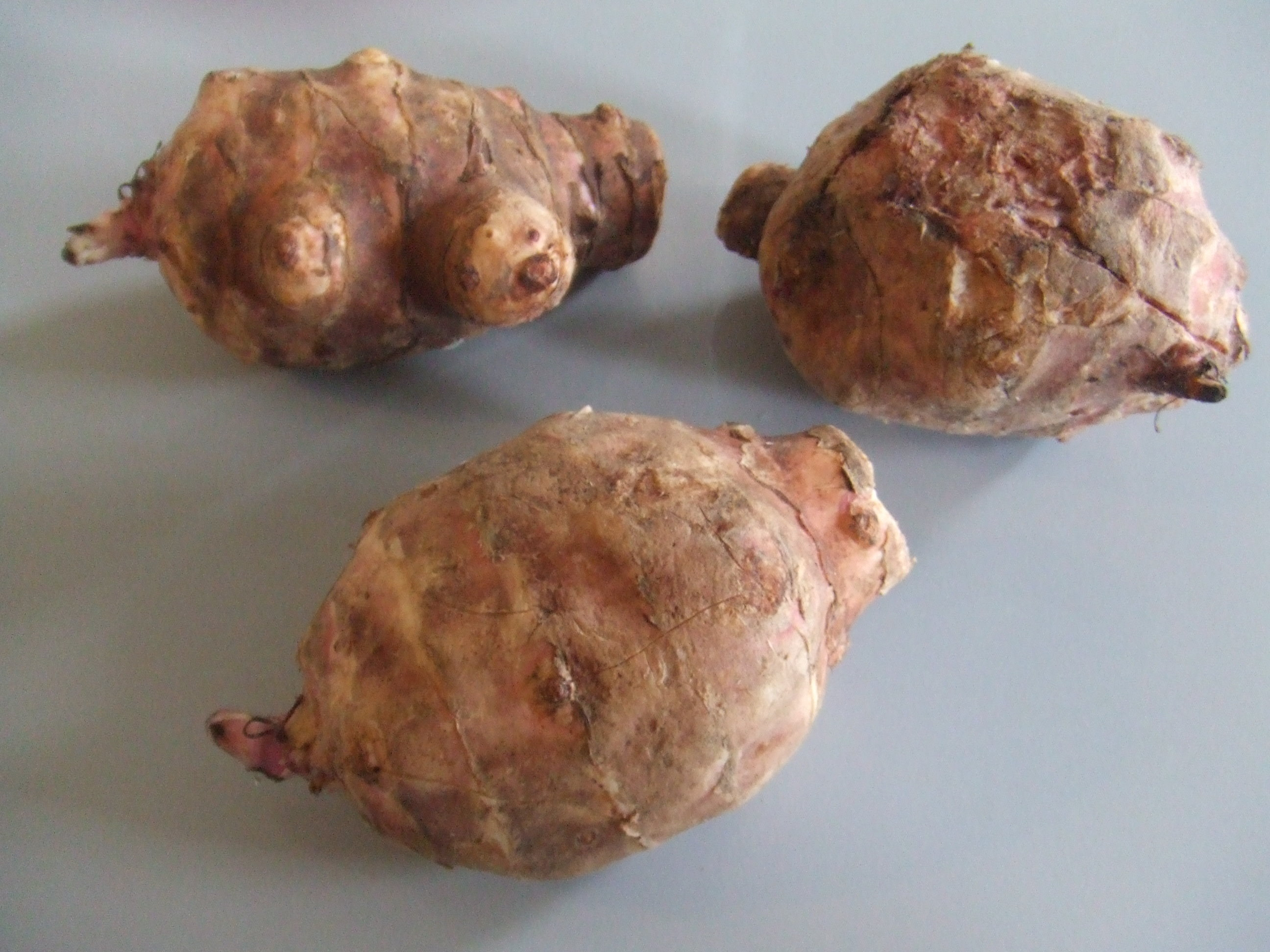
Tuberi di topinambur

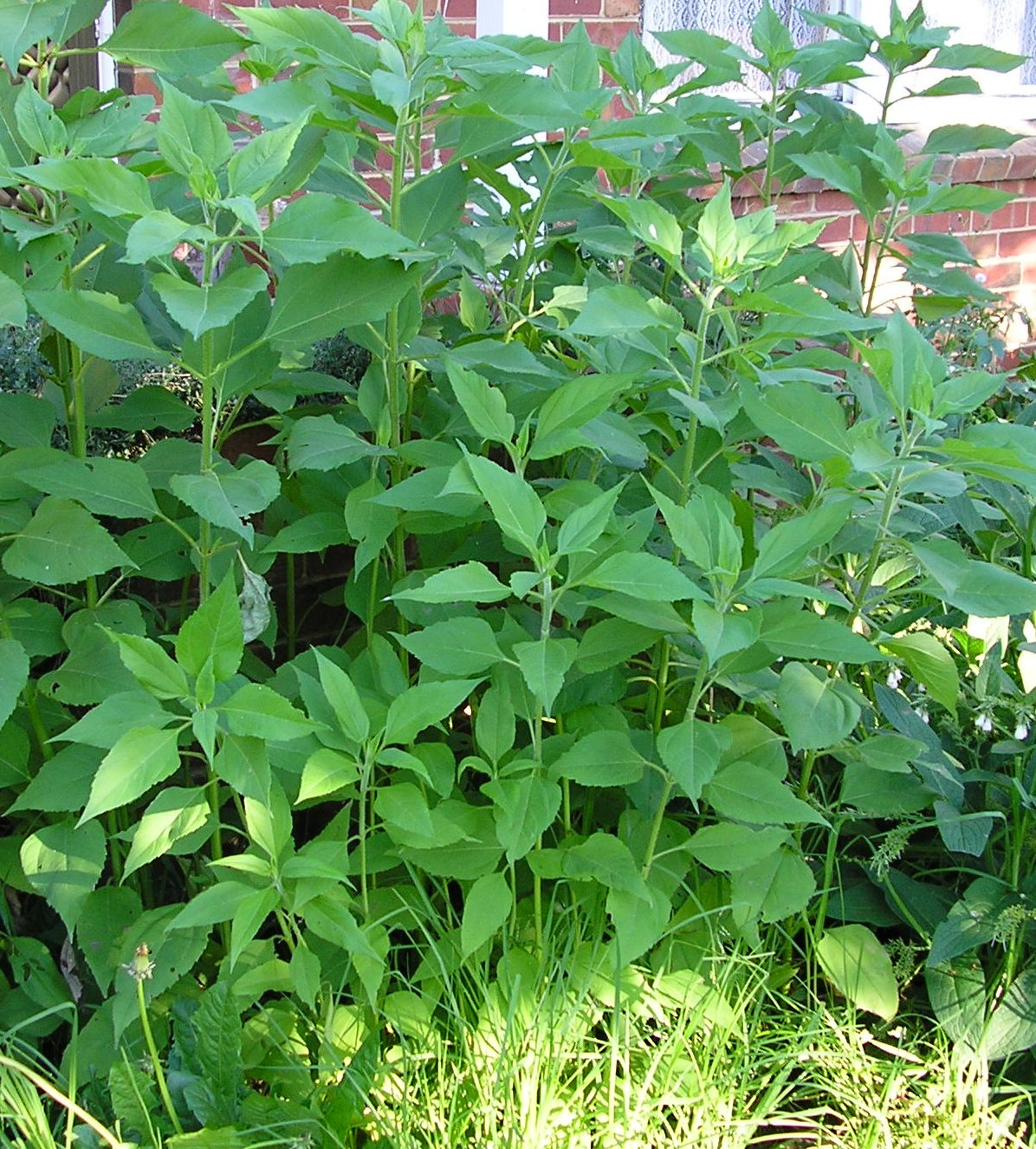
Foglie di topinambur

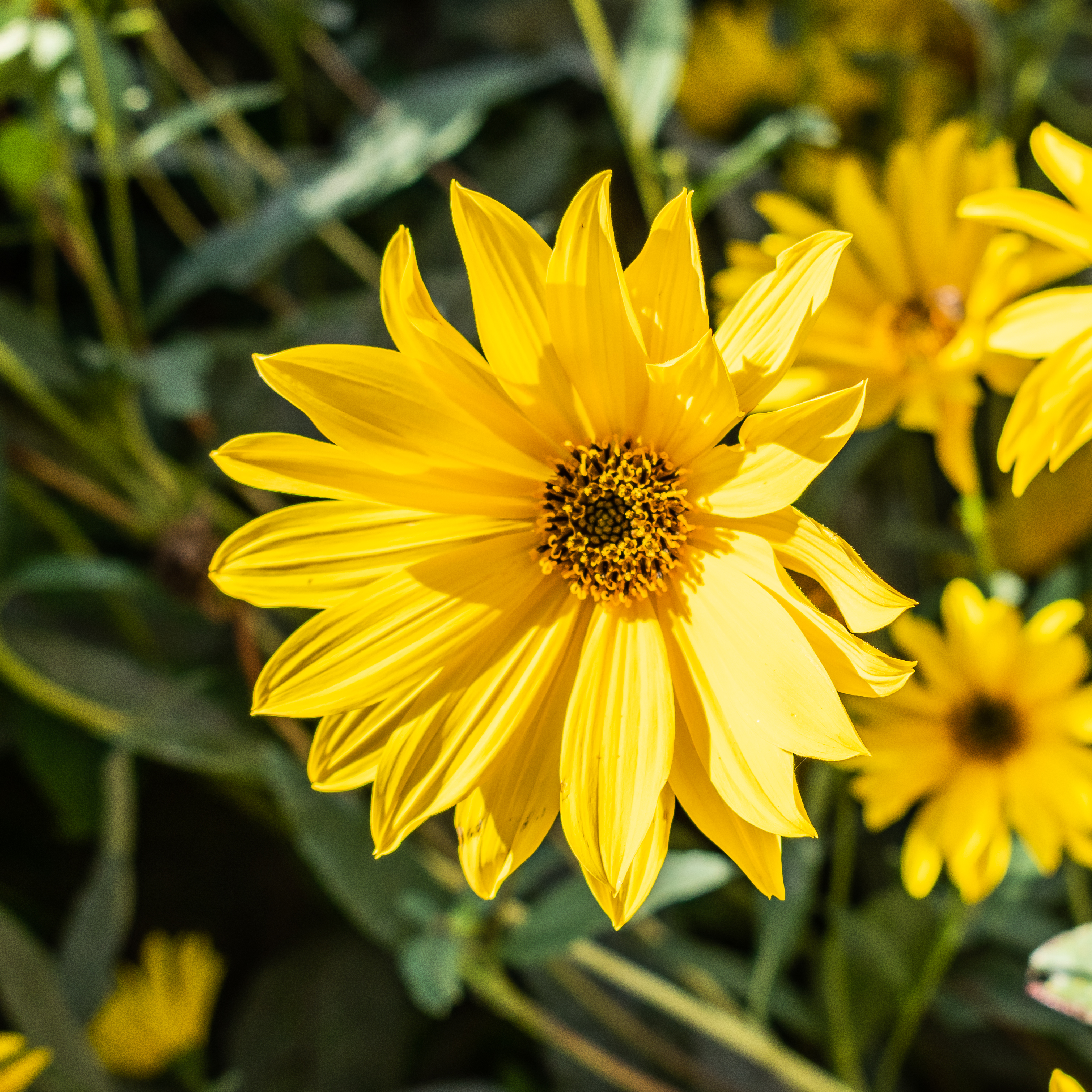
Fiore di topinambur

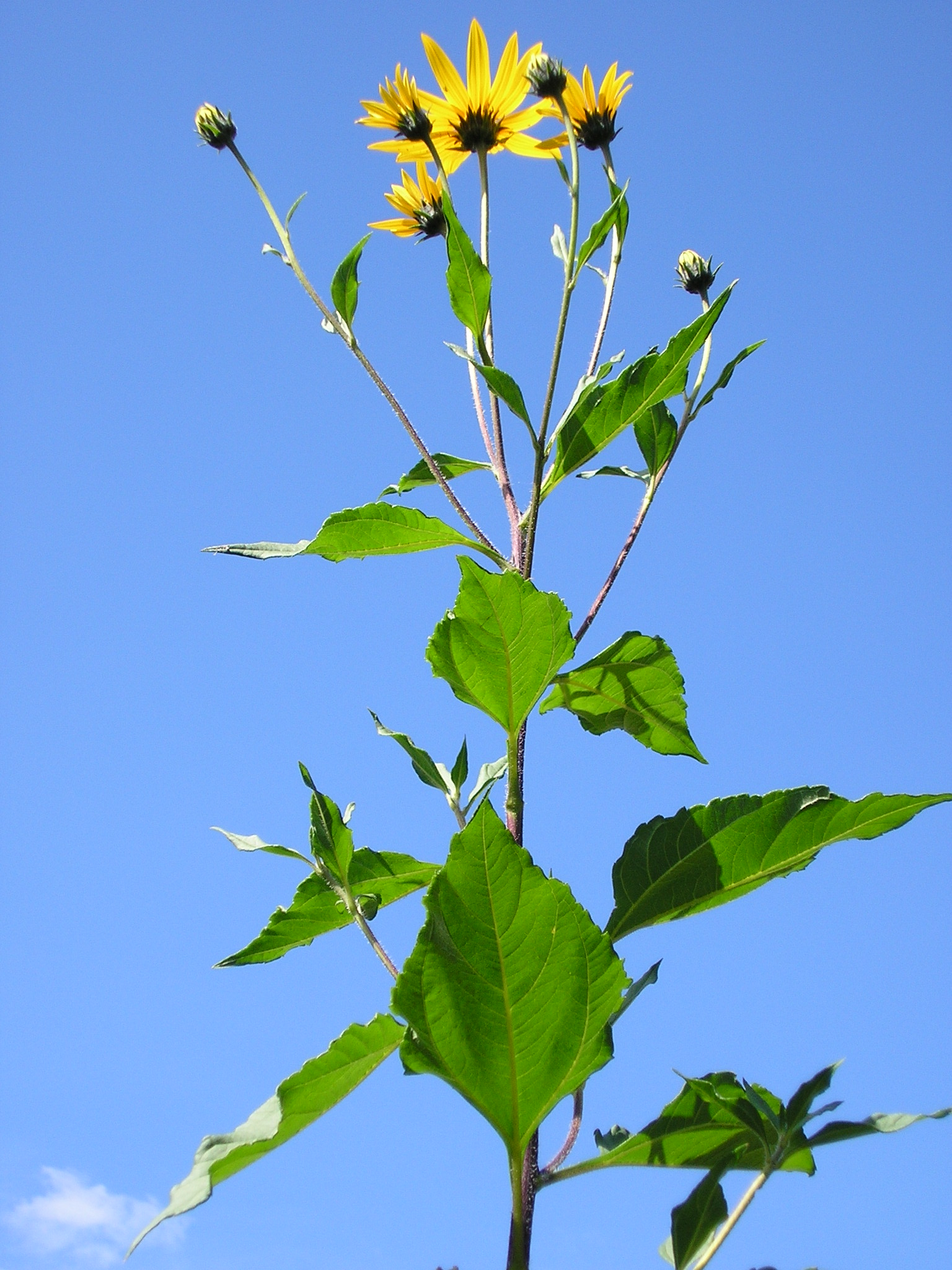
Il portamento

È un'erbacea perenne con il fusto che può superare 3 m di altezza. La forma biologica della specie è geofita bulbosa (G bulb). Si tratta di piante perenni erbacee che portano le gemme in posizione sotterranea. Durante la stagione avversa non presentano organi aerei e le gemme si trovano in organi sotterranei chiamati tuberi, organi di riserva che annualmente producono nuovi fusti, foglie e fiori. Altri autori definiscono la forma biologica come geofita rizomatosa (G rhiz). 

### Radici
Le radici sono fascicolate, di tipo secondario a partire dal rizoma.

### Tubero
Il tubero è commestibile, perciò è anche chiamato patata topinambur.

### Fusto
- Parte ipogea: la parte sotterranea è un rizoma irregolare (nodoso e rotondeggiante, ingrossato o fusiforme) di tipo tuberoso. Si sviluppa tardivamente a fine stagione e in molti casi in inverno. Diametro del rizoma 3 – 5 cm.
- Parte epigea: la parte aerea del fusto è eretta, ascendente e ramosa; in alto è cigliato-ruvida. Nelle coltivazioni è scabro-pubescente.

### Foglie
Le foglie sono a disposizione opposta nella parte bassa del fusto e a disposizione alterna nel resto della pianta oppure anche verticillate per tre (carattere non costante). Sono intere e ristrette alla base, picciolate con piccioli cigliati alla base (a volte i piccioli sono quasi alati). In quelle inferiori la forma è largamente ovata o cordiforme, mentre quelle superiori sono oblunghe o lanceolate, sempre con apice acuminato. I margini sono dentellati. La superficie è ruvida, percorsa da tre nervi; il colore è verde scuro. Dimensione delle foglie: larghezza 5 – 8 cm; lunghezza 8 – 15 cm. Lunghezza del picciolo: ¼ della lamina fogliare.

### Infiorescenza
Le infiorescenze sono capolini terminali eretti e sub-corimbosi su peduncoli non ingrossati, da 3 a 15 per pianta. Non tutti raggiungono la fioritura. La struttura dei capolini è quella tipica delle Asteraceae: un peduncolo sorregge un involucro emisferico composto da più brattee (o squame) a disposizione embricata, poste in diverse serie che fanno da protezione al ricettacolo lievemente convesso e munito di pagliette avvolgenti i semi, sul quale s'inseriscono due tipi di fiori: quelli esterni ligulati (da 10 a 20) di colore giallo, disposti in un unico rango; quelli interni tubulosi (oltre 60) di colore arancione o giallo scuro. Le brattee dell'involucro (da 22 a 35) sono verde scuro (si scuriscono ulteriormente durante la fase di essiccazione), lanceolate e setolose (cigliate) ai margini. Diametro del capolino 3 – 9 cm, lunghezza del peduncolo 1 – 15 cm. Dimensione dell'involucro: larghezza 8 – 12 mm, lunghezza 10 – 25 mm. Dimensione delle brattee: larghezza 2 – 4 mm, lunghezza 8,5 – 15 mm.

### Fiore
I fiori sono simpetali, zigomorfi (quelli ligulati) e attinomorfi (quelli tubulosi), tetra-ciclici (formati cioè da quattro verticilli: calice – corolla – androceo – gineceo) e pentameri (calice e corolla formati da cinque elementi). Sono inoltre ermafroditi: i fiori del raggio (quelli ligulati) sono sterili; quelli del disco centrale (tubulosi) sono bisessuali.
- Formula fiorale:

* K 0/5, C (5), A (5), G (2), infero, achenio
- Calice: i sepali sono ridotti a una coroncina di squame.
- Corolla: i fiori periferici (ligulati) sono nastriformi (provvisti di lunghe lingule; decisamente più lunghi dell'involucro) a forma lanceolata e a disposizione raggiante. Quelli del disco centrale (tubulosi) hanno corolle tubulari a cinque denti. Dimensione delle ligule: larghezza 6 – 9 mm; lunghezza 20 – 25 mm. Lunghezza dei fiori tubulosi: 6 – 7 mm.
- Androceo: gli stami sono cinque con filamenti liberi; le antere sono saldate fra di loro e formano un manicotto che circonda lo stilo. Le antere alla base sono ottuse[9] e colorate di nero, marrone scuro.
- Gineceo: lo stilo è unico con uno stimma filiforme-conico assai breve e pubescente; l'ovario è infero e uniloculare formato da due carpelli concresciuti e contenente un solo ovulo.
- Fioritura: la fioritura è molto caratteristica e avviene a fine estate (tra agosto e ottobre), con la comparsa di molti fiori giallo oro. Terminata la fioritura, la pianta si secca, ma in primavera dai tuberi nasceranno i nuovi getti.

### Frutti
I frutti sono acheni sormontati da un pappo formato da due squame (o denti) lineari-acute e precocemente caduche.

## Biologia
- Impollinazione avviene tramite insetti (impollinazione entomogama).
- Riproduzione: la fecondazione avviene fondamentalmente tramite l'impollinazione dei fiori (vedi sopra).
- Dispersione: i semi che cadono a terra vengono successivamente dispersi soprattutto da insetti come formiche (disseminazione mirmecoria).

## Distribuzione e habitat
(da Andrea Zanzotto, Altri topinambùr, in Meteo)

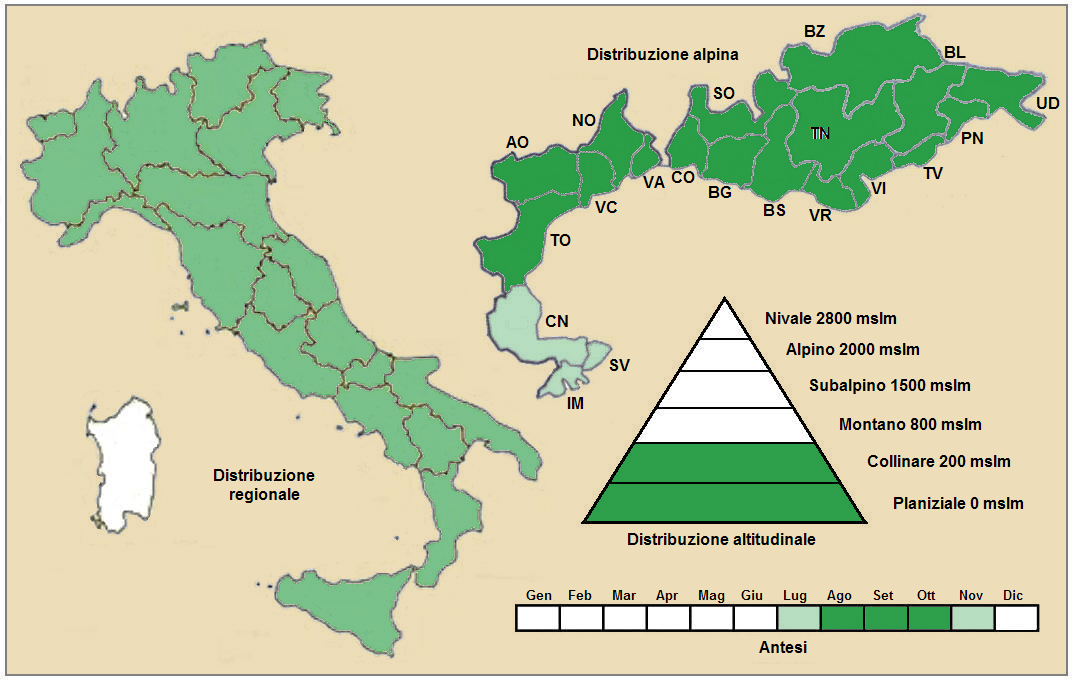
Distribuzione della pianta
(distribuzione regionale – distribuzione alpina)

- Geoelemento: il tipo corologico (area di origine) è nord americano. Dato l'alto grado di diffusione spontanea della pianta, non è facile definire quale sia la sua distribuzione originale[7][15].
- Distribuzione: in Italia è presente ovunque (a parte la Sardegna) e relativamente comune, ma considerata esotica (specie naturalizzata). Nelle Alpi è ugualmente presente (a parte alcune province occidentali). Oltreconfine (sempre nelle Alpi) è presente in Francia, in Austria e in Slovenia. Sugli altri rilievi europei si trova nella Foresta Nera, Vosgi, massiccio del Giura, Pirenei e Carpazi.[14]
- Habitat: è una pianta molto vitale, quasi infestante, che predilige terreni umidi e conquista spazi vicini a corsi d'acqua; si trova anche nei megaforbieti e nei popolamenti a felci. Il substrato preferito è sia calcareo sia siliceo con pH neutro, con alti valori nutrizionali, mediamente umido.
- Distribuzione altitudinale: sui rilievi si può trovare fino a 800 m s.l.m.; frequenta quindi i piani vegetazionali collinare e planiziale – a livello del mare.

### Fitosociologia
Dal punto di vista fitosociologico la specie appartiene alla seguente comunità vegetale:
Formazione: delle comunità delle macro- e megaforbie terrestri
Classe: Filipendulo-Convolvuletea
Ordine: Convolvuletalia
Alleanza: Convolvulion sepium

## Tassonomia
La famiglia di appartenenza di H. tuberosus (Asteraceae o Compositae, nomen conservandum) è la più numerosa del mondo vegetale: comprende oltre 23 000 specie distribuite su 1 535 generi (22 750 specie e 1 530 generi secondo altre fonti). Il genere di appartenenza (Helianthus) è composto da circa 50 – 70 specie secondo i vari autori.
Le varie specie vengono distinte soprattutto in base al ciclo biologico: annuo o poliennale. H. tuberosus ovviamente appartiene al secondo gruppo.
Il numero cromosomico di H. tuberosus è: 2n = 102.

### Variabilità
Helianthus tuberosus è variabile (dato anche l'alto numero cromosomico) e probabilmente è in parte derivato da ibridazioni poliploidi di altre specie come Helianthus pauciflorus e Helianthus resinosus.

### Ibridi
Con la specie Helianthus pauciflorus la pianta di questa voce forma il seguente ibrido interspecifico:
- Helianthus × laetiflorus Pers. (1807)

### Sinonimi
Questa entità ha avuto nel tempo diverse nomenclature. L'elenco seguente indica alcuni tra i sinonimi più frequenti:
- Helianthus esculentus Warsz (1852)
- Helianthus serotinus Tausch 
- Helianthus subcanescens (A. Gray) E.E. Watson (1929)
- Helianthus tomentosus Michaux
- Helianthus tuberosus var. subcanescens A. Gray
- Helianthus tuberosus var. albus Cockerell
- Helianthus tuberosus var. purpurellus Cockerell

### Specie simili
Il topinambur ha un fiore molto caratteristico, difficilmente confondibile con altre specie. Di seguito brevemente le altre specie dello stesso genere presenti spontaneamente sul territorio italiano, tutte comunque considerate sub-spontanee o esotiche naturalizzate.
- Helianthus decapetalus L. - girasole semplice: è una specie perenne con capolino più piccolo (diametro di 5 – 7 cm); viene indicata (ma non confermata) presenza in Piemonte.
- Helianthus multiflorus L. - girasole doppio: probabilmente è derivato dalla specie H. decapetalus; il capolino è più grande con un numero maggiore di fiori raggianti (20 e più); si trova nel Friuli-Venezia Giulia.
- Helianthus pauciflorus Nutt. subsp. pauciflorus - girasole selvatico, una specie perenne con foglie più lanceolate; è presente in gran parte della penisola (isole comprese).
- Helianthus annuus L. - girasole comune: è la specie più diffusa e conosciuta ed è anche coltivata; la più grande del genere con un capolino che raggiunge i 5 dm di diametro; è comune in tutta l'Italia.

## Coltivazione
È possibile coltivare i topinambur anche nell'orto familiare, visto che si adattano bene anche a terreni marginali, purché soleggiati. La pianta, infatti, è molto rustica e può diventare addirittura invasiva. La coltivazione si riduce, praticamente, alla piantagione. In inverno, una volta seccata la parte aerea della pianta, sarà possibile raccogliere i tuberi scavando a mano, lasciando quelli più piccoli a continuare la coltivazione (che può avvenire per molti anni sullo stesso terreno senza problemi). Un altro metodo è quello di raccogliere tutti i tuberi e rimetterne una quota nel suolo, coltivandoli ordinati a file per facilitare la raccolta dell'anno successivo.

## Usi

### Fitoalimurgia
Può essere utile nella dieta di alcune forme di diabete. Secondo la medicina popolare il topinambur (specialmente i tuberi) presenterebbe le seguenti proprietà medicamentose:
- colagoga (facilita la secrezione biliare verso l'intestino);
- diuretica (facilita il rilascio dell'urina);
- stomachica (agevola la funzione digestiva);
- tonica (rafforza l'organismo in generale).

### Cucina
I tuberi di topinambur si prendono in inverno, sono molto nutrienti e la loro cottura è simile a quella delle patate. Possono essere consumati anche crudi con sale e pepe. Nella cucina piemontese sono tipici con la bagna càuda, con la fonduta o anche trifolati, mentre in quella siciliana trovano un uso sporadico nella farcitura di focacce.

### Bevande alcoliche
Nella regione tedesca del Baden-Württemberg più del 90% della produzione di topinambur viene utilizzata per ottenere un liquore chiamato "Topi" o "Rossler". I tuberi vengono lavati ed essiccati in forno e poi fatti fermentare. Infine si distilla il liquido alcolico. Il "Topi" è considerato un digestivo, utilizzato anche contro la diarrea o i dolori addominali. Ha un aroma piacevolmente fruttato tra il gusto di carciofo e la nocciola, con piacevole nota terrosa.

### Proprietà nutrizionali
Grazie al contenuto di inulina è una pianta molto indicata nella dieta di persone diabetiche in quanto l'inulina funziona come riserva di carboidrati (in sostituzione all'amido) indipendentemente dall'insulina. L'inulina è costituita da una catena di molecole di fruttosio terminanti con glucosio. A seconda della stagione della raccolta, varia la lunghezza delle molecole di inulina e quindi la loro solubilità. Il topinambur passa per lo stomaco e il primo tratto dell'intestino senza venire digerito; solamente nell'ultimo tratto dell'intestino sono presenti bifidobatteri e lattobacilli in grado di rompere le lunghe molecole del topinambur il cui carattere fibroso ha un effetto molto positivo sulla flora batterica. Il tubero è ricco di sali minerali, in particolare potassio, magnesio, fosforo, ferro, selenio e zinco. 

## Altre notizie
Una delle prime descrizioni della pianta sul territorio italiano fu data dal naturalista e botanico Fabio Colonna (1567–1640) nella pubblicazione "Ekphrasis altera" (Roma, 1616), con un nome diverso da quello attuale: Flos solis farnesianus. Specificava soprattutto la parte ipogea della pianta: "dotata di tuberi a buccia rossa".
In Piemonte, nella cui lingua si chiama ciapinabò, è utilizzato per la tipica bagna càuda ed è oggetto di sagre dedicate nel periodo autunnale.
È una pianta visitata dalle api.